# La Dimension des ombres
La Dimension des ombres est le deuxième tome de la trilogie de La Guerre des ténèbres, série de fantasy écrite par Raymond Elias Feist.
Le livre est sorti le 28 mai 2010 aux éditions Bragelonne.

## Résumé
Pug reçoit encore une fois un message provenant du futur lui indiquant qu'il doit se rendre avec Nakor, Magnus et Bek dans le second niveau de réalité sur le monde de Kosridi puis dans la capitale des Dasatis, Omadrabar. Ils entreprennent donc un voyage ainsi qu'une formation pour survivre dans cet autre niveau de réalité.
Tad, Zane et Jommy sont envoyés à l'Université de Roldem où est éduquée et formée l'élite de la société roldémoise.
Miranda aide quant à elle les Très Puissants de Kelewan à percer les secrets du Talnoy alors que Leso Varen rode parmi l'Assemblée après avoir pris possession du corps de l'un d'entre eux.

## Personnages
Les personnages principaux sont :
- Pug
- Miranda
- Magnus
- Caleb
- Nakor
- Valko
- Serwin Fauconnier
- Kaspar
- Ralan Bek
- Jommy
- Tad
- Zane

Plusieurs personnages secondaires font leur apparition que ce soit dans le deuxième niveau de réalité ou à l'Université de Roldem.

## Sources
- Le site officiel de Raymond E. Feist
- Le site des éditions Bragelonne
- Forum Les chroniques de Krondor (inscription requise)